# Falcotoya lyraeformis
Falcotoya lyraeformis är en insektsart som först beskrevs av Matsumura 1900.  Falcotoya lyraeformis ingår i släktet Falcotoya och familjen sporrstritar. Inga underarter finns listade i Catalogue of Life.